# Julio Medem
Julio Médem Lafont (São Sebastião, 21 de outubro de 1958) é um escritor e cineasta espanhol.
Medem nasceu em São Sebastião, País Basco, Espanha e mostrou interesse em filmes desde criança, quando ele pegava a câmera super 8 de seu pai e filmava à noite, quando ninguém estava prestando atenção. Depois da faculdade (onde ele se graduou em medicina e estudos gerais) ele trabalhou como crítico de cinema e posteriormente como roteirista, assistente de direção e editor. Depois de alguns curtas ele dirigiu seu primeiro longa metragem, Vacas, com o qual ganhou um prêmio Goya.
Depois ele dirigiu La ardilla roja e Tierra, ambos receberam boas criticas no Festival de Cannes. Em seu próximo filme, Os Amantes do Círculo Polar, que foi comparado ao trabalho de Krzysztof Kieślowski, ele explorou uma narrativa cíclica e provou de texturas minimalistas que chegariam ao ápice em seu próximo filme, Lucía e o Sexo, narrativa de grande lirismo erótico.
Depois deste filme ele se desviou do seu estilo de direção e produziu La pelota vasca, la piel contra la piedra, um documentário sobre os problemas políticos do País Basco, os quais causaram furor entre os políticos espanhóis de direita. Em seguida, Julio Medem filmou Caótica Ana que estreou em 2007, e Habitación en Roma, em 2009.

## Filmografia
- cinderela e os tres anoes (2009)
- Caótica Ana (2007)
- ¡Hay motivo! (2004) (segmento "La Pelota Vasca")
- La pelota vasca, la piel contra la piedra (2003)
- Lucía y el sexo (2001)
- Os Amantes do Círculo Polar (1998)
- Tierra (1996)
- La ardilla roja (1993)
- Vacas (1992)
- Martín (1988)
- Las seis en punta (1987)
- Patas en la cabeza (1985)
- Teatro en Soria (1982)
- Fideos (1979)
- El jueves pasado (1977)
- El ciego (1974)